# Bình Mỹ, An Giang
Bình Mỹ là một xã thuộc tỉnh An Giang, Việt Nam.

## Văn học Nghệ thuật
Bình Mỹ là một xã có nhiều nhà văn, nhà thơ đã và đang hoạt động văn học nghệ thuật như:
- Nhà văn Vĩnh Thông - Hội viên Hội nhà văn Việt Nam
- Nhà thơ Huỳnh Ngọc Phước - Hội viên Liên hiệp các hội VHNT An Giang
- Nhà thơ Thành Đạt
- NSNA Châu Thanh - Hội viên Liên hiệp các hội VHNT An Giang
- Ca sĩ Phú Quý
- Hoa hậu Kim Thoa
- Và nhiều nhà văn, nhà thơ khác ở xã Bình Mỹ, tỉnh An Giang.

## Lịch sử
Ngày 12 tháng 6 năm 2025, Ủy ban Thường vụ Quốc hội ban hành Nghị quyết số 1654/NQ-UBTVQH15 về việc sắp xếp các đơn vị hành chính cấp xã của tỉnh An Giang. Theo đó, toàn bộ diện tích tự nhiên, quy mô dân số của các xã Bình Thủy, Bình Chánh và Bình Mỹ thành xã mới có tên gọi là xã Bình Mỹ.

## Kinh tế
Xã có thế mạnh là sản xuất nông nghiệp. Hoạt động thương mại, dịch vụ, công nghiệp và tiểu thủ công nghiệp phát triển chủ yếu là phục vụ cho sản xuất nông nghiệp.

## Hình ảnh

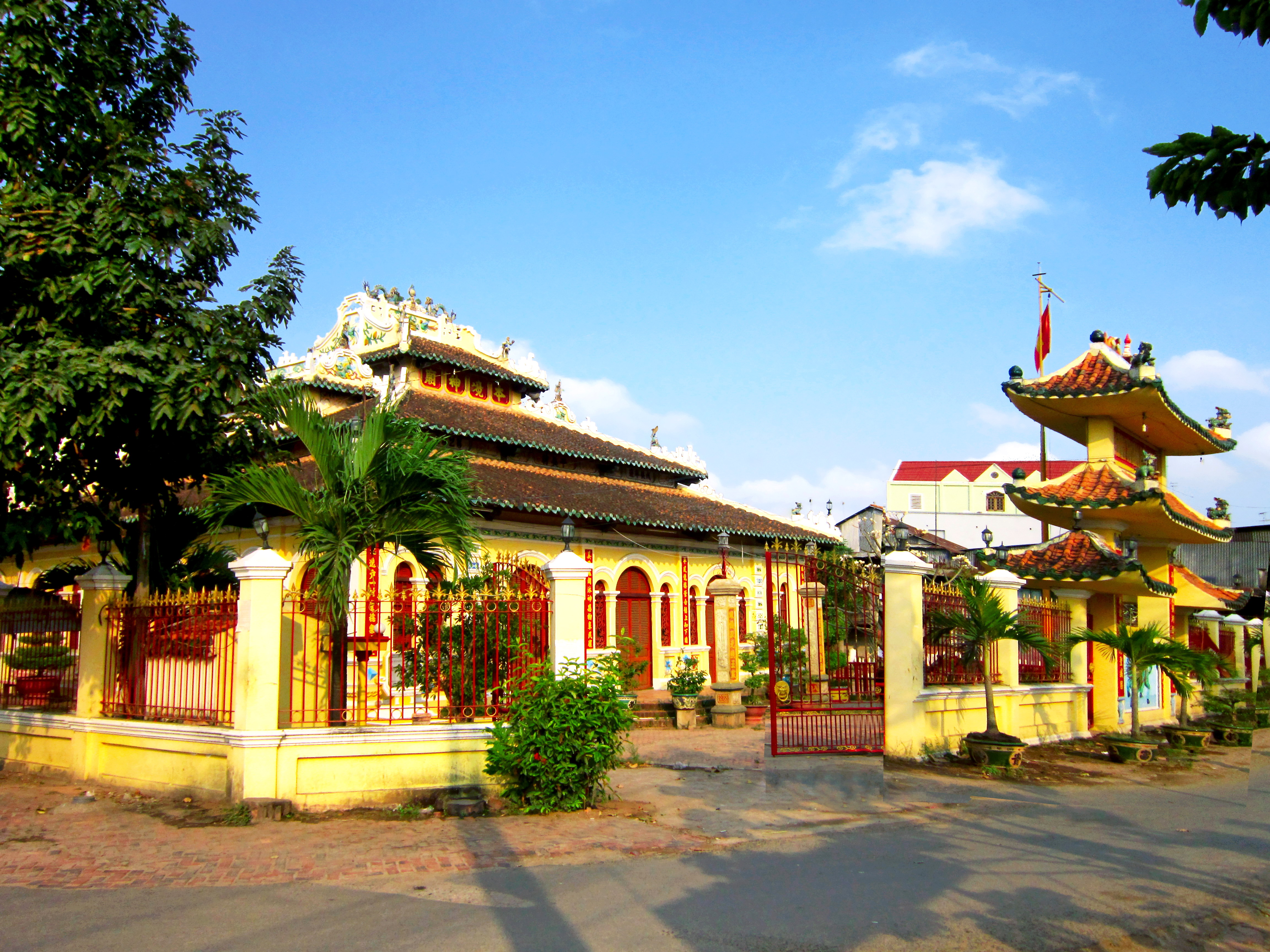
Đình Bình Mỹ là di tích kiến trúc nghệ thuật cấp tỉnh
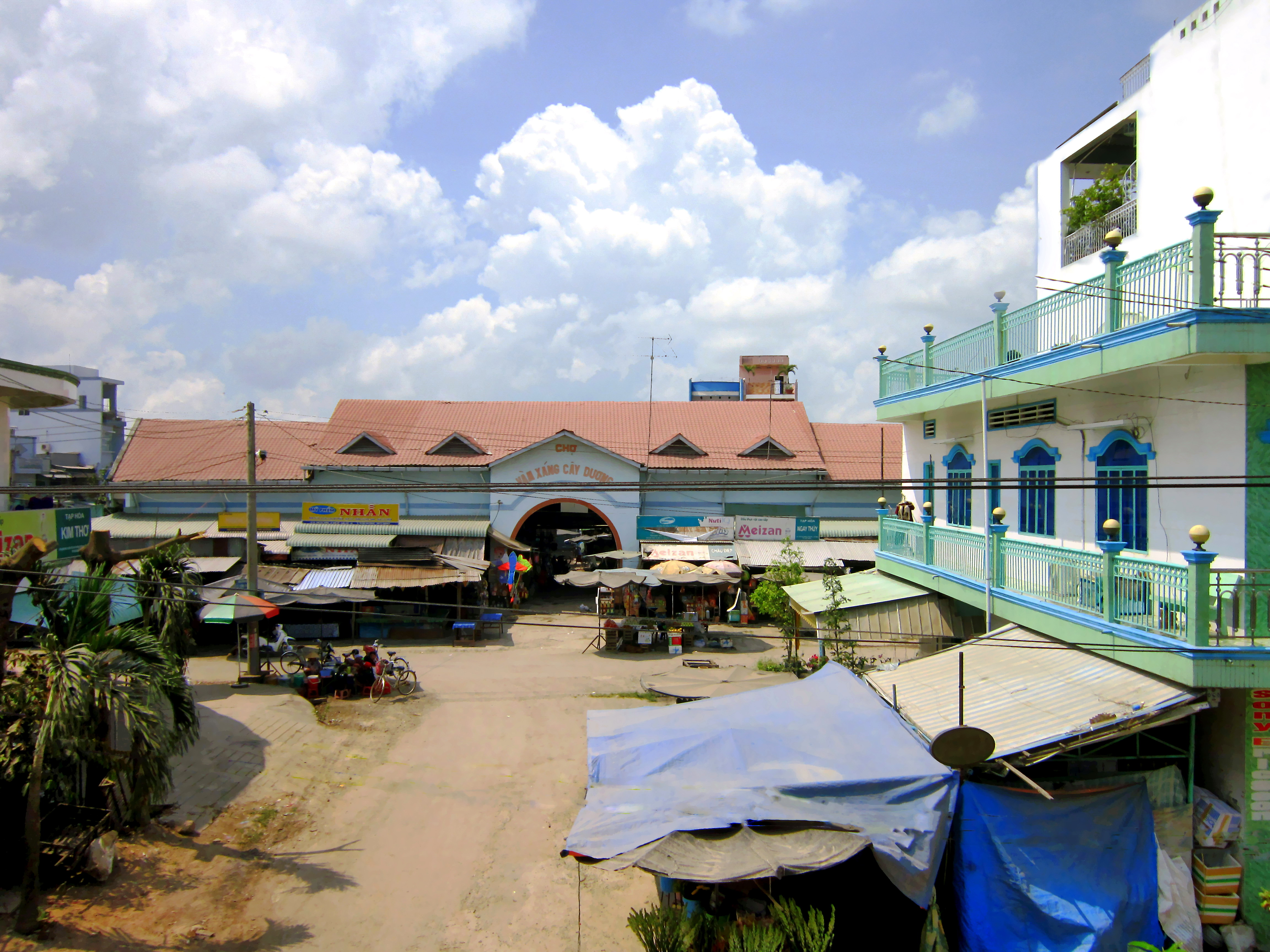
Chợ Vàm Xáng Cây Dương ở xã Bình Mỹ.